# Nuovi Cantieri Apuania
Nuovi Cantieri Apuania S.p.A è un cantiere navale d'Italia nato il 10 maggio 1973 e insediatosi a partire da quella data nell'area portuale di Marina di Carrara. In tale area sono state varate 145 navi commerciali e passeggeri fino a 250 metri di lunghezza. Nel dicembre 2012 il cantiere navale è stato acquistato da Admiral Tecnomar dando vita alla holding The Italian Sea Group.

## Storia
Il primo cantiere presente nall'area portuale di Marina di Carrara è stato fondato dai fratelli Picchiotti nel 1941 per la costruzione di bargozzi e navicelli. Questa proprietà non riuscì a ricavare così vendette il cantiere al Gruppo Ligure che ci rimase fino al dopoguerra. Poi divenne di proprietà del gruppo Aermacchi. Il Cantiere in questo periodo risorge con i primi impianti moderni, consentendo la costruzione di navi di medio tonnellaggio. Nel decennio 1950-1960 la struttura assume dimensioni maggiori e, grazie ad attrezzature adeguate, è in grado di costruire navi dell’ordine di 20.000 tonnellate. Un ulteriore potenziamento delle attrezzature avviene nel 1966 permettendo al Cantiere la realizzazione di costruzioni sempre più grandi e specializzate. Già all’inizio degli anni ’70 il Cantiere vanta la realizzazione di un centinaio di navi di varia tipologia, in particolare per trasporto merci, passeggeri e automezzi nonché yacht privati. Nel 1973 il cantiere entrò in crisi, così quasi un anno di occupazione da parte dei lavoratori, intervenne lo Stato che ristrutturò profondamente il cantiere navale e realizzò le infrastrutture, tra cui in particolare il bacino di carenaggio di 200 m x 35 m e la gru a carroponte di capacità fino a 200 tonnellate, che resero finalmente il sito produttivo una realtà industriale di primo piano. Tale ampliamento permise da quel momento la costruzione di navi ancora più importanti fino a 50.000 TSL. Questi interventi lo resero uno dei più importanti e moderni d'Italia. Negli anni 2000 però con l'avvento della crisi anche il cantiere non riuscì ad andare avanti, così venne acquistato,nel dicembre 2012, da Admiral Tecnomar, azienda italiana di progettazione e produzione di yacht, già presieduta da Giovanni Costantino.

## Caratteristiche del cantiere
- 100.000 mm² di sito produttivo
- bacino di carenaggio di 200 m di lunghezza e 35 m di larghezza
- banchina di oltre 1000 m
- 3 gru e un carroponte della portata totale di 1000 tonnellate di cui il carroponte 200 tonnellate
- 11 capannoni

## Costruzioni
| Nome originario       | Bandiera | Tipologia               | Anno di costruzione | Commissionata da                            | Stato attuale                                                                          | Note                                                              |
| --------------------- | -------- | ----------------------- | ------------------- | ------------------------------------------- | -------------------------------------------------------------------------------------- | ----------------------------------------------------------------- |
| Vittore Carpaccio     |          | Traghetto passeggeri    | 1963                | Si.Re.Na - Palermo                          | Demolita ad Aliağa (Turchia) ad agosto 2010                                            | Trasformato in traghetto Ro-Pax nel 1972                          |
| Tintoretto            |          | Traghetto Ro-Pax        | 1966                | Linee Marittime dell'Adriatico - Venezia    | Demolita ad Aliağa (Turchia) a gennaio 2002                                            |                                                                   |
| Marola                |          | Chimichiera             | 1968                | Carboflotta - Genova                        | Demolita ad Alang (India) a marzo 2006                                                 |                                                                   |
| Canaletto             |          | Traghetto Ro-Pax        | 1968                | Si.Re.Na - Palermo                          | Affondata nel 2006 in Grecia durante il trasferimento ad Alang (India) per demolizione |                                                                   |
| Canguro Grigio        |          | Ro-Ro                   | 1969                | Traghetti Sardi - Cagliari                  | Demolita a Mumbai (India), a settembre 2004                                            |                                                                   |
| Canguro Giallo        |          | Ro-Ro                   | 1969                | Traghetti Sardi - Cagliari                  | Affondata nel 2003                                                                     |                                                                   |
| Maramozza             |          | Chimichiera             | 1969                | Carboflotta - Genova                        | Demolita ad Alang (India) a gennaio 2006                                               |                                                                   |
| Canguro Fulvo         |          | Ro-Ro                   | 1972                | Società Navi Traghetto - Palermo            | Demolita a Mumbai (India), a novembre 2001                                             |                                                                   |
| Apuana                |          | Chimichiera             | 1973                | Ottavio Novella - Genova                    | Demolita in India, a settembre 2003                                                    |                                                                   |
| Strale                |          | Chimichiera             | 1974                | Ottavio Novella - Genova                    |                                                                                        |                                                                   |
| Po                    |          | Car Carrier             | 1974                | Gruppo Grimaldi - Napoli                    | Demolita nel 2003                                                                      |                                                                   |
| Lord Kelvin           |          | Gassiera                | 1974                | Houlder Brothers - Londra                   | Demolita nel 2009                                                                      |                                                                   |
| Dora Riparia          |          | Car Carrier             | 1975                | Gruppo Grimaldi - Napoli                    | Demolita ad Aliağa (Turchia) nel 2008                                                  |                                                                   |
| Dora Baltea           |          | Car Carrier             | 1975                | Gruppo Grimaldi - Napoli                    | Demolita nel 2007                                                                      |                                                                   |
| Luigi Lagrange        |          | Gassiera                | 1977                | Gazocéan - Marsiglia                        | Demolita ad Alang (India) ad agosto 2006                                               |                                                                   |
| Golfo dei Poeti       |          | Ro-Ro                   | 1978                | Compagnia Sarda di Navigazione - Olbia      | Attuale Genk A                                                                         |                                                                   |
| Naiade                |          | Traghetto Ro-Pax        | 1980                | Caremar - Napoli                            |                                                                                        | Motori ricondizionati nel 2017                                    |
| Simone Martini        |          | Traghetto Ro-Pax        | 1985                | Si.Re.Na. - Palermo                         |                                                                                        |                                                                   |
| Isola di Caprera      |          | Traghetto bidirezionale | 1986                | Tirrenia di Navigazione - Napoli            |                                                                                        |                                                                   |
| Repubblica di Pisa    |          | Car Carrier             | 1987                | Gruppo Grimaldi - Napoli                    | Demolita a Chittagong (Bangladesh) nel 2010                                            |                                                                   |
| Acquamarina           |          | Chimichiera             | 1988                | Finbeta - Savona                            | Attuale Fadak 6000                                                                     |                                                                   |
| Egizia                |          | Ro-Ro                   | 1989                | Adriatica di Navigazione - Venezia          | Attuale Bridge                                                                         |                                                                   |
| Fenicia               |          | Ro-Ro                   | 1989                | Adriatica di Navigazione - Venezia          | Attuale Zubeyde                                                                        |                                                                   |
| Cristallo             |          | Chimichiera             | 1991                | Finbeta - Savona                            | Demolita nel 2021                                                                      |                                                                   |
| Hanseatic Renaissance |          | Nave da crociera        | 1991                | Renaissance Cruises - Oslo                  | Attuale Sea Spirit                                                                     |                                                                   |
| Cala Piana            |          | Portarinfuse            | 1992                | Armatori Partenopei - Napoli                |                                                                                        |                                                                   |
| Crystal Rubino        |          | Chimichiera             | 1992                | Finbeta - Savona                            | Attuale Crude Passion                                                                  |                                                                   |
| Zircone               |          | Chimichiera             | 1993                | Finbeta - Savona                            | Attuale Zircon                                                                         |                                                                   |
| Majestic              |          | Fast Cruise-Ferry       | 1993                | Grandi Navi Veloci - Palermo                |                                                                                        |                                                                   |
| Splendid              |          | Fast Cruise-Ferry       | 1994                | Grandi Navi Veloci - Palermo                |                                                                                        | Allungata di 26 metri, presso la Fincantieri di Palermo, nel 1996 |
| Fantastic             |          | Fast Cruise-Ferry       | 1996                | Grandi Navi Veloci - Palermo                |                                                                                        |                                                                   |
| Isola Rossa           |          | Chimichiera             | 1997                | Finaval - Roma                              | Attuale Tonda Source                                                                   |                                                                   |
| Martina               |          | Chimichiera             | 1997                | Navigazione di Cabotaggio - Livorno         | Attuale Santa Martina                                                                  |                                                                   |
| Isola Gialla          |          | Chimichiera             | 1999                | Finaval - Roma                              | Attuale Champion Express                                                               |                                                                   |
| Alberta Amoretti      |          | Chimichiera             | 1999                | Amoretti Armatori - Parma                   | Attuale Princess Halima                                                                |                                                                   |
| Vincenzo Florio       |          | Traghetto Ro-Pax        | 1999                | Tirrenia di Navigazione - Napoli            |                                                                                        | Iniziate nel Cantiere Navale Ferrari di La Spezia                 |
| Raffaele Rubattino    |          | Traghetto Ro-Pax        | 2000                | Tirrenia di Navigazione - Napoli            |                                                                                        | Iniziate nel Cantiere Navale Ferrari di La Spezia                 |
| La Superba            |          | Fast Cruise-Ferry       | 2002                | Grandi Navi Veloci - Palermo                |                                                                                        |                                                                   |
| Aronte                |          | Ro-Ro                   | 2003                | Malamar Transportes - Funchal               | Attuale Mexico Star                                                                    |                                                                   |
| La Suprema            |          | Fast Cruise-Ferry       | 2003                | Grandi Navi Veloci - Palermo                |                                                                                        |                                                                   |
| Mega Express Three    |          | Fast Cruise-Ferry       | 2004                | Corsica Ferries - Sardinia Ferries - Bastia |                                                                                        |                                                                   |
| Lady Giò              |          | Nave ristorante         | 2004                |                                             | Attuale Unije                                                                          |                                                                   |
| Basiluzzo M           |          | Chimichiera             | 2004                | Augusta Due - Roma                          |                                                                                        |                                                                   |
| Athena Seaways        |          | Traghetto Ro-Pax        | 2006                | Grimaldi Holding - Genova                   |                                                                                        |                                                                   |
| Audacia               |          | Traghetto Ro-Pax        | 2007                | Grimaldi Holding - Genova                   |                                                                                        |                                                                   |
| Tenacia               |          | Traghetto Ro-Pax        | 2007                | Grimaldi Holding - Genova                   |                                                                                        |                                                                   |
| Superfast I           |          | Traghetto Ro-Pax        | 2008                | Grimaldi Holding - Genova                   |                                                                                        | Venduta alla Attica Group, mentre era ancora in costruzione.      |
| Victoria Seaways      |          | Traghetto Ro-Pax        | 2009                | Grimaldi Holding - Genova                   |                                                                                        |                                                                   |
| Superfast II          |          | Traghetto Ro-Pax        | 2009                | Grimaldi Holding - Genova                   |                                                                                        |                                                                   |
| Forza                 |          | Traghetto Ro-Pax        | 2010                | Grimaldi Holding - Genova                   |                                                                                        |                                                                   |
| Regina Seaways        |          | Traghetto Ro-Pax        | 2010                | Grimaldi Holding - Genova                   |                                                                                        |                                                                   |
| Messina               |          | Traghetto ferroviario   | 2012                | Rete Ferroviaria Italiana - Roma            |                                                                                        |                                                                   |

## Sostegno al territorio
- 2017 - Nuovi Cantieri Apuania sponsor della Carrarese Calcio[16]
- 2017 - Nuovi Cantieri Apuania dona un simulatore all'Istituto Nautico "Fiorillo" di Marina di Carrara[17]
- 2013 - Maxi parcheggio nell'area ex parco lamiere di NCA[18]
- 2013 - Realizzazione marciapiede ed illuminazione nell'area pubblica antistante il cantiere[19]
- 2012 - Acquisto quattro blocchi da parte di NCA all'asta dei blocchi promossa dagli industriali del marmo[20]

## Controversie
In occasione di un sit in dei lavoratori presso NCA divenuto parte di The Italian Sea Group, il presidente del gruppo Giovanni Costantino uscendo dallo stabilimento ha rimproverato sonoramente gli operai appellandoli come dei perditempo, e ha rivolto le proprie intemperie anche ai figli di un lavoratore, dell’età di sei e otto anni, poiché avrebbero calpestato un’aiuola, e lanciando le bandiere dei sindacati in mezzo alla strada. I segretari sindacali provinciali Paolo Gozzani di CGIL e Franco Borghini di UIL si sono pertanto avvicinati a Costantino per invitarlo a moderare i toni. Costantino ha reagito violentemente colpendo il segretario CGIL Gozzani. Il tutto è avvenuto sotto gli occhi di lavoratori e sindacalisti. Giovanni Costantino è stato poi trascinato di forza all’interno degli uffici da alcuni dirigenti. I carabinieri e la polizia di stato accorsi sul luogo hanno quindi raccolto le testimonianze dei presenti, compresa la versione del sindacalista aggredito.

CISMAR, una ditta che per trent'anni ha fornito NCA per ben tre volte si è vista negare l'accesso all'interno del cantiere, nonostante l'azienda fornitrice fosse in possesso del provvedimento del tribunale di Massa firmato dal giudice Elisa Pinna, che ha sancito il loro immediato reintegro in cantiere, accogliendo il ricorso di CISMAR. L'azienda che si era aggiudicata le lavorazioni di uno yacht da 40 metri acquisito dalla nuova gestione di NCA, aveva accumulato 70.000 euro di fatture inevase, e pertanto il titolare si era visto costretto a dover interrompere le lavorazioni fino al saldo del debito. Ciò ha scatturito l'immediata reazione da parte del cantiere che ha inviato una missiva al fornitore in cui veniva comunicato l'immediata interruzione dell'appalto, e tolto il diritto d'accesso al cantiere, seguita da una serie di contestazioni sui lavori. Ne è conseguito un contenzioso tra le parti che ha visto riconoscere il diritto di proseguire i lavori a CISMAR, che si era nel frattempo vista affidare l'appalto ad una terza società fornitrice.
Il consiglio comunale di Carrara ha richiesto al sindaco Angelo Zubbani di verificare il piano industriale legato alla concessione dell'area demaniale su cui si trova il cantiere, (pena la revoca della concessione), inviando una convocazione urgente presso il Ministero dello Sviluppo Economico, per discutere l'eventuale rinnovo della concessione trentennale in scadenza al 31 dicembre 2016. Il documento del consiglio comunale ha accolto le richieste dei lavoratori che esprimevano grandi preoccupazioni per 40 esuberi strutturali individuati dall'azienda. Il documento inoltre riserva un giudizio negativo nei confronti dell'azienda guidata da Giovanni Costantino, che dal 2012 non ha ancora fornito i piani industriali previsti negli accordi con il Ministero delle attività produttive, e che ha confinato nei locali della ex mensa quaranta lavoratori al di fuori della propria attività lavorativa, nonostante gli accordi prevedessero il mantenimento dei livelli occupazionali.
Il sindaco di Carrara ha lasciato intendere che in caso di mancato rispetto degli impegni presi da parte di Giovanni Costantino, il Comitato Portuale, in cui è presente Francesco Messineo, presidente dell'Autorità Portuale, potrebbe optare non tanto sulla riduzione della concessione trentennale, quanto sulla ridefinizione del perimetro di cantiere, andando a ridurre lo spazio di NCA per consentire l'ingresso di altri imprenditori.

## Brand
Oltre a Nuovi Cantieri Apuania, fanno parte della holding The Italian Sea Group, Picchiotti , Admiral Yacht, Perini Navi, Tecnomar e NCA Refit.